# B-satsen
Inom matematiken är B-satsen (tidigare B-förmodan) ett resultat som säger att om C är centralisatorn för en involution av en ändlig grupp, så är varje komponent av C/O(C) bilden av en komponent av C (Gorenstein 1983, p. 7 och chapter 3).